# ۶۲ مار
۶۲ مار یک ستاره است که در صورت فلکی عقاب قرار دارد.